# Elafonissos (Kreta)

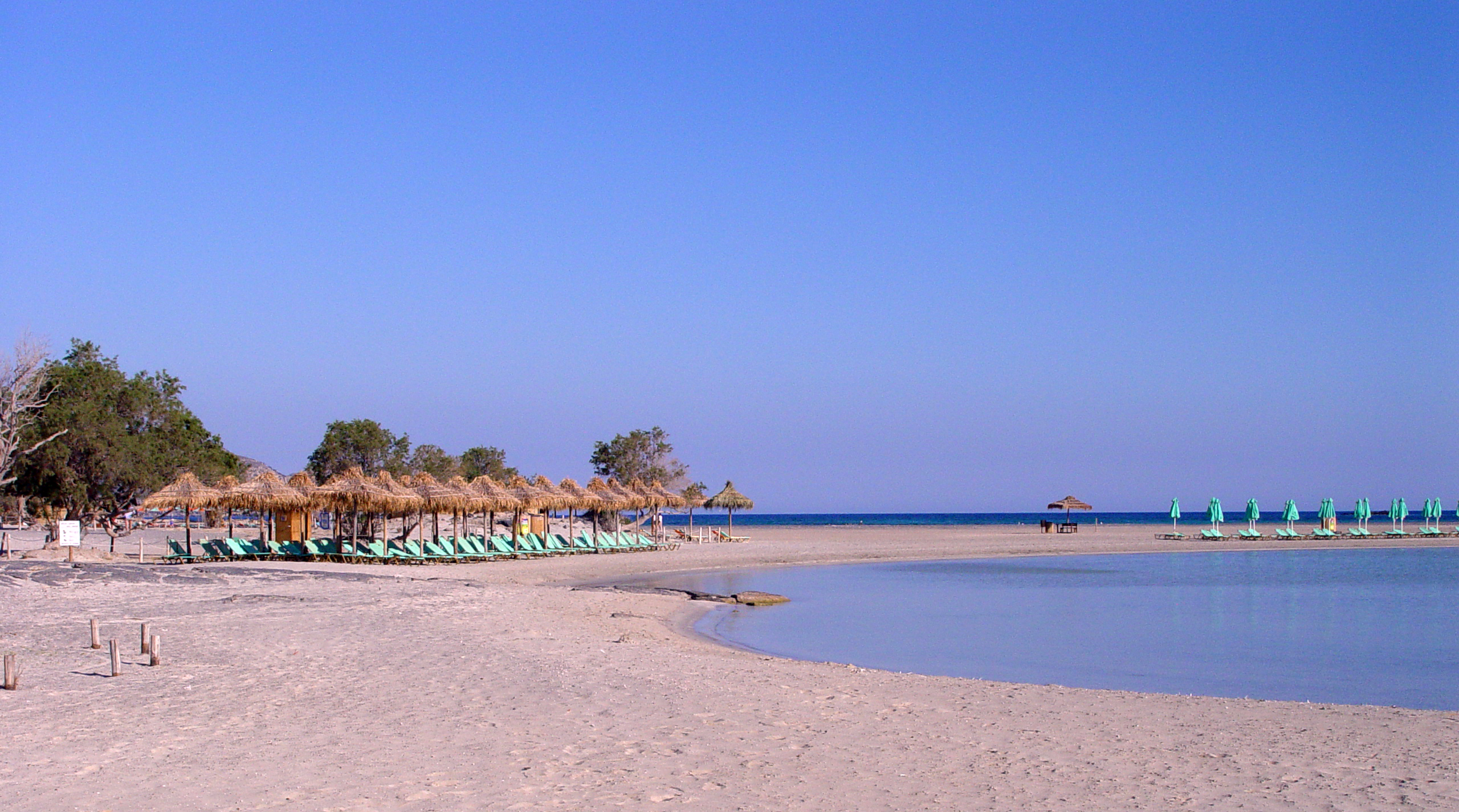
Strand

Elafonissos (Grieks: Ελαφονήσι, ook Ελαφόνισος, Elafonisos) is de meest zuidwestelijke punt van het Griekse eiland Kreta. Een uitgestrekte strand en duingebied is door een rif van 800 meter lang verbonden met het eiland annex zandbank Elafonissos. Doordat het rif een maximale diepte van 1 meter heeft, is het bij laag water redelijk eenvoudig de oversteek naar het eiland te maken.
Elafonissos is een belangrijke habitat voor diverse soorten planten en dieren. Op het eiland broedt de met uitsterven bedreigde Onechte karetschildpad, en in de buurt leven de bedreigde Mediterrane monniksrobben. Elafonissos ligt ruim 70 kilometer van de stad Chania. Oostelijk van Elafonissos ligt het havenplaatsje Paleochora.